# 에이전트 그린
에이전트 그린(Agent Green)은 베트남 전쟁 기간 랜치 핸드 작전에서 미군에 의해 사용된 강력한 제초제와 고엽제의 암호명이다. 이 이름은 내용물을 구분하기 위해 용기 주변에 두른 자주색 띠에서 온 것이다. 소위 악명높은 에이전트 오렌지와 함께 무지개 제초제라고 불리는 것 중의 하나이다.

## 개요
에이전트 그린은 에이전트 핑크와 섞어서 곡물 파괴에 사용되었다. 전체 2만 갤런의 에이전트 그린이 사용되었다.
에이전트 그린의 유일한 활성 성분은 2,4,5-T로 당시 흔한 페녹시 제초제 중 하나였다. 이후 다이옥신, 2,4,5-T의 제조상 부작용으로 생성된 테트라클로로 디벤조 다이옥신 (TCDD)이 알려졌으며, 그리하여 제초제로 남게 된다. 에이전트 그린의 완전한 2,4,5-T 구성 때문에, 유사한 에이전트 핑크와 함께 에이전트 오렌지에서 발견되는 몇 배의 다이옥신을 함유하게 된다.
진균류인 후사리움 옥시스포룸도 에이전트 그린이라고 한다.

## 같이 보기
- 랜치 핸드 작전
- 고엽제
- 후사리움 옥시스포룸